# The Cavern Club
Cavern Club (укр. Клуб Печера) був відкритий в англійському місті Ліверпуль (Mathew Street, 10) 16 січня 1957 року. Клуб відомий всьому світу тим, що тут виступала легендарна група The Beatles.

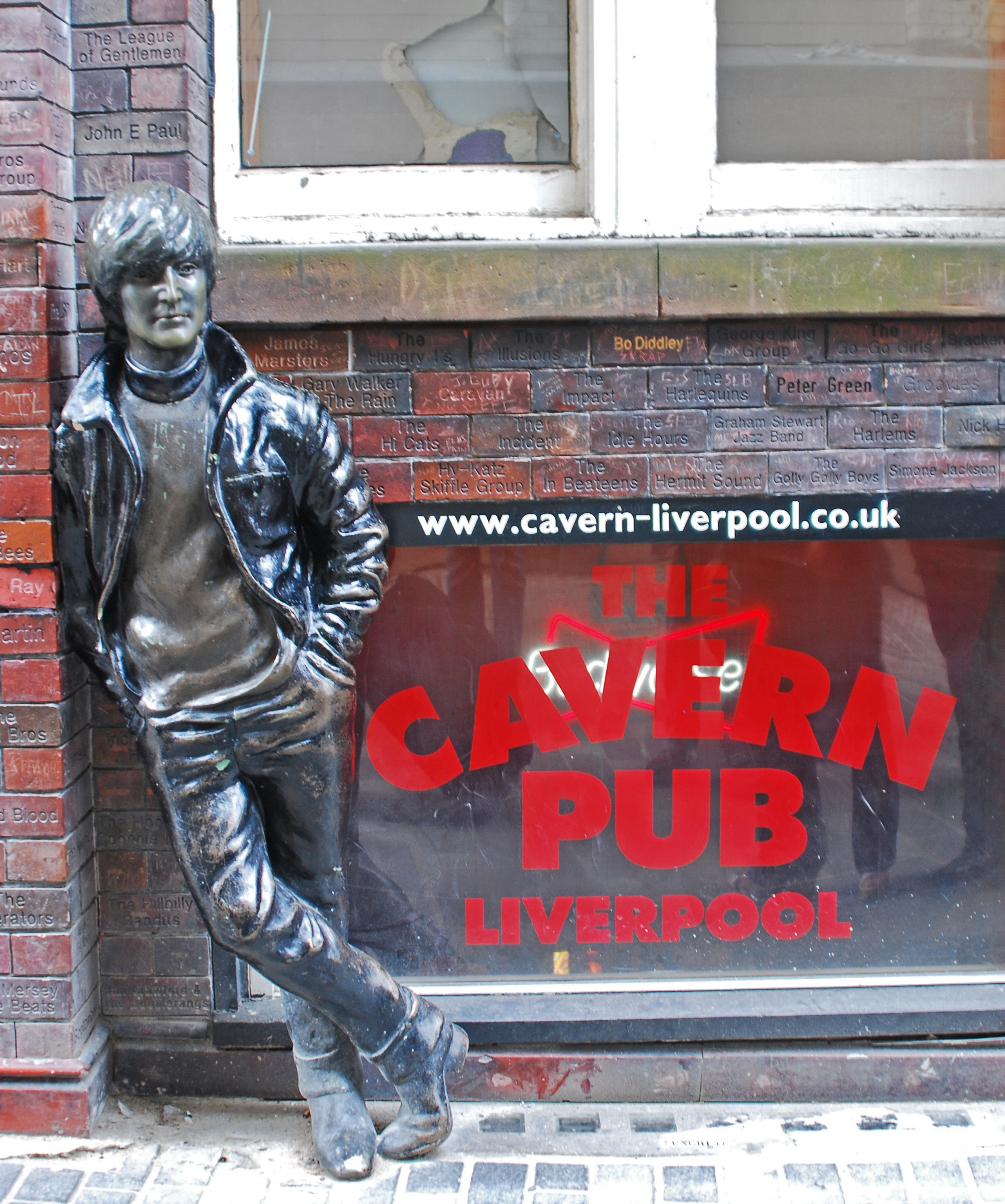
Скульптура Джона Леннона відкрита 16 січня 1997

## Історія
Любитель джазової музики Алан Сітнер заснував клуб Cavern після того, як побував в Парижі. «Печера» була змодельована за образом паризького джаз-клубу Le Caveau. Спочатку ліверпульська «Печера» також була джаз-клубом, рок-н-рол тут не вітався. Але незабаром Cavern став притулком для скіффл-груп, таких як The Quarrymen (їх перший виступ в «Печері» відбувся 7 серпня 1957 року). У 1959 році Сітнер продав клуб Рею Макфоллу.
На початку 1960-х тут почали виступали блюз-групи та біт-групи. Серед них були «Рорі Шторм і Урагани», чий виступ відбулося в травні 1960 року. Рінго Старр, тоді майбутній ударник The Beatles, грав на барабанах. А співачка Сілла Блек працювала в роздягальні.
З 1961 року по 1963 рік Beatles виступили тут 292 рази. Саме в Cavern Club 9 листопада 1961 майбутній продюсер Брайан Епштейн вперше побачив виступ Beatles.
У наступні роки тут виступали багато відомих групи і виконавці, в тому числі Rolling Stones, The Kinks, The Who, The Yardbirds, Елтон Джон, Джон Лі Хукер.
У березні 1973 року Cavern Club був закритий. Передбачалося, що це місце знадобиться для будівництва гілки метро. Через деякий час будівлю над клубом було знесено, а саме підвальне приміщення було засипано ґрунтом.

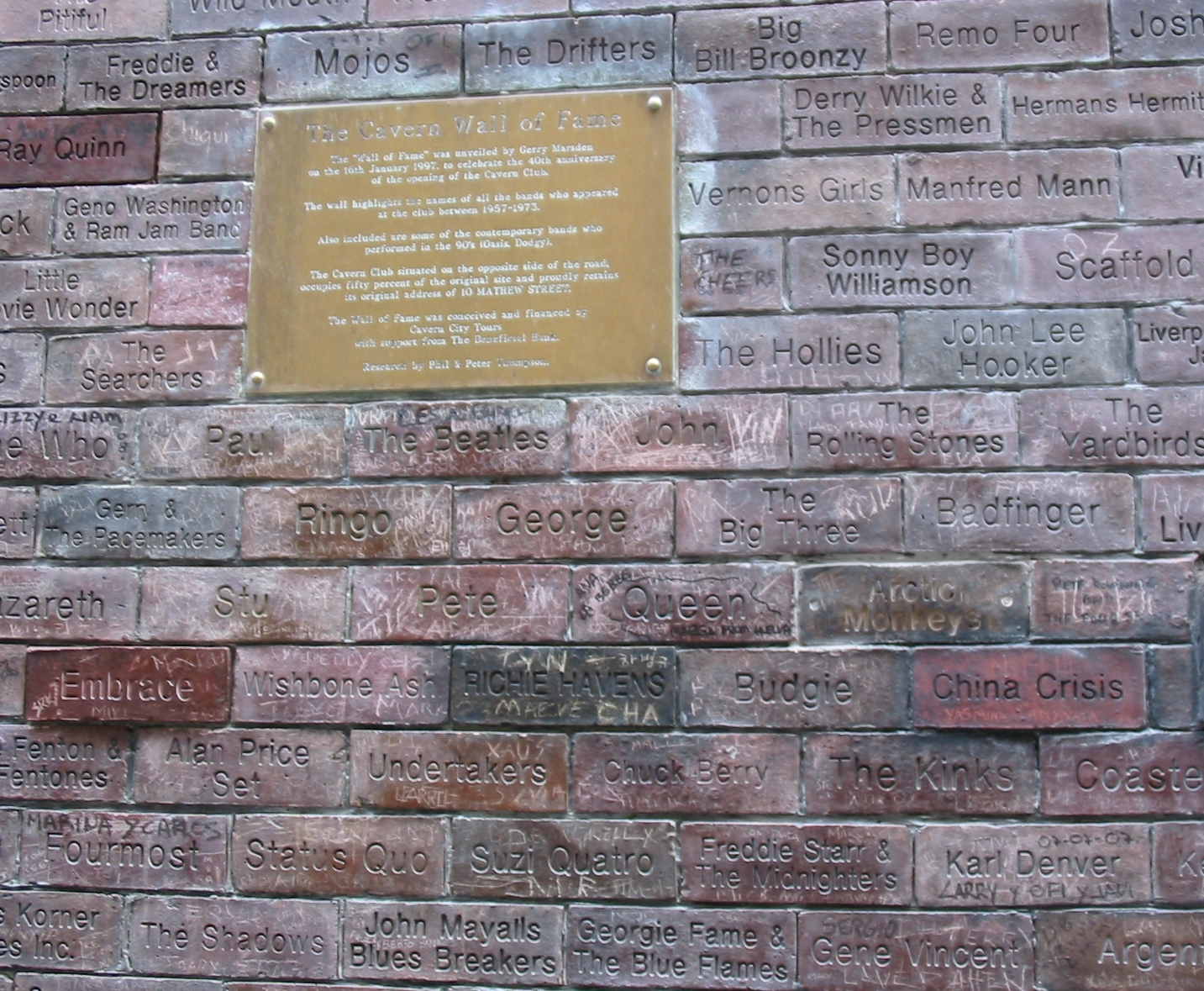
Зала слави клубу

## Нова «Печера»

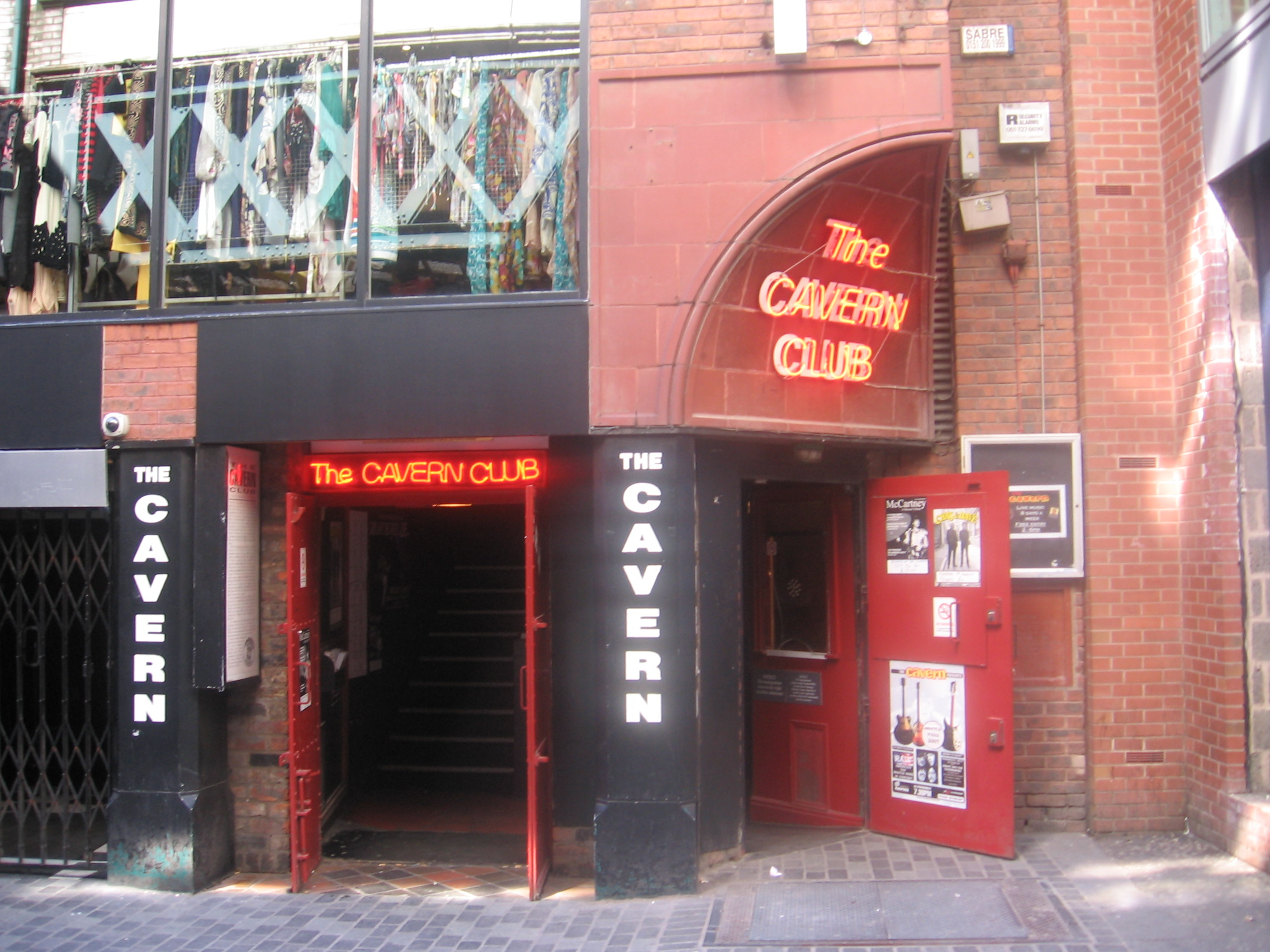
Вхід до клубу

У квітні 1984 відкрив свої двері новий клуб, побудований Джо Деві. 15000 каменів і цегли первісного клубу були використані при зведенні нового приміщення, щоб побачити модель якомога ближчою до оригіналу. Новий клуб займає 75% тієї площі, на якій розташовувався при відкритті в 1957 році.
4 грудня 1999 Пол Маккартні представив у новому клубі свій новий альбом Run Devil Run.

## Теперішній час
Сьогодні тут може побувати кожен. Але найбільше тут туристів-бітломанів з різних країн світу. Вечорами в клубі виступають музиканти, які виконують кавер-версії пісень Бітлз.
У туристів, вперше відвідують клуб, іноді виникає плутанина через те, що навпроти, на тій же вулиці Метью-стріт, розташовується Cavern Pub з дуже схожим оформленням і таким же напівпідвальним приміщенням зі сценою.